# Ozotroctes ogeri
Ozotroctes ogeri är en skalbaggsart som beskrevs av Tavakilian och Néouze 2007. Ozotroctes ogeri ingår i släktet Ozotroctes och familjen långhorningar. Inga underarter finns listade i Catalogue of Life.